# Karim Saidi
Karim Saidi (*Túnez, Túnez, 24 de marzo de 1983), es un exfutbolista tunecino. Jugó de defensa para el Lierse SK de la Jupiler League de Bélgica. 

## Selección nacional
Ha sido internacional con la Selección de fútbol de Túnez, ha jugado 15 partidos internacionales y ha anotado 2 goles.

## Participaciones en Copas del Mundo
| Mundial                        | Sede     | Resultado    |
| ------------------------------ | -------- | ------------ |
| Copa Mundial de Fútbol de 2006 | Alemania | Primera fase |

## Clubes
| Club               | País         | Año       |
| ------------------ | ------------ | --------- |
| Club Africain      | Túnez        | 2002-2004 |
| Feyenoord          | Países Bajos | 2004-2006 |
| US Lecce           | Italia       | 2006      |
| Feyenoord          | Países Bajos | 2006-2008 |
| Sivasspor          | Turquía      | 2008      |
| Club Africain      | Túnez        | 2008-2009 |
| Tours FC           | Francia      | 2009-2011 |
| Lierse SK          | Bélgica      | 2011-2014 |
| BVCB Bergschenhoek | Países Bajos | 2016      |